# Bambusbrücke Kampong Cham
Die Bambusbrücke Kampong Cham verbindet die kambodschanische Stadt Kampong Cham mit der im Mekong gelegenen Insel Koh Pen. Sie gilt als die längste Bambusbrücke der Welt.
Sie ist etwa 940 m lang und 3,5 bis 4 m breit und wird von den landestypischen Leichtmotorrädern und Fußgängern, gelegentlich aber auch von einzelnen Pkw benutzt. Sie besteht aus ungezählten senkrechten, schrägen und waagrechten Bambusstangen und großen Bambusmatten als Fahrbahnbelag, mit denen auch die sandigen Wege am Ufer abgedeckt werden. An einem Ende der Brücke sitzt der Mauteinnehmer vor einem luftigen Verschlag im Schatten einer die Brücke überspannenden Matte, um die Maut zu kassieren, deren Höhe bei Touristen an deren Kaufkraft angepasst wird.
Sie wird jedes Jahr rechtzeitig vor dem durch den Monsunregen verursachten Hochwasser des Mekong abgebaut und am Ufer verstaut, um nach dem Hochwasser wieder aufgebaut zu werden.
Seit 2017 gibt es knapp 2 km weiter südlich eine moderne nicht mautpflichtige Betonbrücke zur Insel, die keine Maut kostet und nicht vom jährlichen Hochwasser beeinträchtigt wird. Da sonst ein Wegbrechen des Tourismus befürchtet wird, wird die Bambusbrücke dennoch jedes Jahr wieder aufgebaut.